# Microserica viridifrons
Microserica viridifrons är en skalbaggsart som beskrevs av Moser 1922. Microserica viridifrons ingår i släktet Microserica och familjen Melolonthidae. Inga underarter finns listade i Catalogue of Life.